# Elroy (Caroline du Nord)
Pour les articles homonymes, voir Elroy.
Elroy est une census-designated place située dans le comté de Wayne, dans l’État de Caroline du Nord, aux États-Unis. Lors du recensement de 2020, elle comptait 3 755 habitants.